# Irma Ravinale
Irma Ravinale (Napoli, 1º ottobre 1937 – Roma, 7 aprile 2013) è stata una compositrice e musicista italiana.

## Biografia
Dopo essersi diplomata in composizione al conservatorio "Santa Cecilia" di Roma, sotto la guida di Goffredo Petrassi, si è perfezionata a Parigi con Nadia Boulanger e a Colonia con Karlheinz Stockhausen. Sì è inoltre diplomata in direzione d'orchestra, pianoforte, musica corale e direzione di coro.
Dal 1966 ha insegnato composizione al conservatorio "Santa Cecilia" di Roma, creando una vera e propria "scuola" di composizione. Ha diretto il Conservatorio di Musica "San Pietro a Majella" di Napoli dal 1982 al 1988 e il Conservatorio di Musica "Santa Cecilia" di Roma dal 1989 al 1999, del quale ha promosso pubblicazioni e curato il restauro. Per questa sua intensa attività didattica, il Ministro della Pubblica Istruzione le aveva conferito il titolo di Direttore Emerito.
È stata Accademico Effettivo dell'Accademia Nazionale di Santa Cecilia e accademico di diverse altre istituzioni culturali.
Autrice di numerose composizioni di musica sinfonica, musica da camera e di teatro musicale, è morta a Roma la mattina del 7 aprile 2013, all'età di 75 anni.

## Riconoscimenti

### Premi
- Premio "Presidente della Repubblica" dell'Accademia Nazionale dei Lincei, dell'Accademia Nazionale di San Luca e dell'Accademia Nazionale di Santa Cecilia. Roma, 14 gennaio 2010[5]

## Opere principali
- 1965 Lo scorpione, per coro a cappella, da Trilussa
- 1966 La morte meditata, cantata per baritono e quartetto d'archi, da Giuseppe Ungaretti
- 1967 Concerto, per oboe, corno, timpani e archi
- 1967 Ballata di amore e di guerra, per soprano, violino, violoncello e pianoforte
- 1968 Concerto per archi
- 1970 Trio notturno, per violino, viola d'amore e violoncello
- 1970 Il ritratto di Dorian Gray, opera teatrale da Oscar Wilde
- 1971 Invenzione concertata, per 13 fiati
- 1972 Sinfonia concertante, per chitarra e orchestra
- 1974 Serenata, per chitarra, flauto e viola
- 1976 Sequentia, per chitarra e quartetto d'archi
- 1976 Spleen, per baritono e orchestra, da Charles Baudelaire (Premiata al Concorso Internazionale di Trieste)
- 1977 Dialoghi, per viola, chitarra e orchestra
- 1978 Cangiante, per clavicembalo e piccola orchestra
- 1979 Improvvisazione, per chitarra sola
- 1980 Jontly, per due chitarre
- 1980 Recherche, per violino solo
- 1981 But... after love what comes, per oboe e corno
- 1981 Improvvisazione seconda, per clavicembalo
- 1982 Sombras, per chitarra sola
- 1983 Les Adieux, per violino e orchestra
- 1984 Per una mano sola, per pianoforte
- 1984 Per Ada, per clarinetto
- 1985 Ode a una stella, per organo concertante e orchestra d'archi
- 1987 Duo, per violino e chitarra
- 1987 Untitled, per clarinetto basso e clarinetto piccolo in mi bemolle
- 1988 Elegia del silenzio, per orchestra da camera
- 1989 La ballata del vassallo, per voce femminile
- 1989 Jeux, per chitarra
- 1990 Due arie per voce di baritono
- 1990 Poema per Oscar Romero, per baritono, coro misto e orchestra
- 1991 Quintetto, per oboe, clarinetto, fagotto, corno e pianoforte
- 1992 Nuit, per violoncello solo
- 1995 Prologo, per voce recitante e cinque strumenti, da Pier Paolo Pasolini
- 1996 Sestetto per archi
- 1997 Pour une etoile, per organo solo
- 1999 Quel che resta del giorno, per orchestra
- 2004 In memoria di coloro che amiamo, per mezzosoprano, ottavino e orchestra
- 2004 Ode all'amicizia, per violino e violoncello
- 2005 Quintetto secondo, per due trombe, trombone, tubacorno e tuba
- 2005 Puer natus est, per nove voci maschili
- 2006 Cadenza per violino solo
- 2009 Vaghezie, per violoncello e soprano
- 2012 Pour un cher amie, per clarinetto e pianoforte